# Dirk Donker Curtius

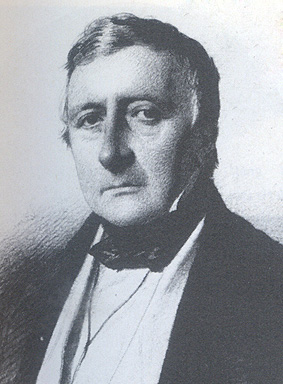
Dirk Donker Curtius

Dirk Donker Curtius (* 19. Oktober 1792 in Rotterdam; † 17. Juli 1864 in Spa, Belgien) war ein niederländischer liberaler, später konservativer Politiker und Redakteur. Kurzzeitig war er Vorsitzender des Ministerrates.

## Leben
Donker Curtius war Sohn des Präsidenten des Obersten Gerichtshofs. Nach der gymnasialen Ausbildung am Atheneum Illustre in Amsterdam studierte er Rechtswissenschaften in Leiden, wo er auch promovierte. Ab 1812 war er Rechtsanwalt in Den Haag. Wegen der Weigerung, Mitglied der Ehrenlegion für Kaiser Napoleon zu werden, wurde er 1813 inhaftiert, konnte aber als Dienstbote verkleidet aus der Haft in Metz nach Den Haag flüchten.
1848 war er Mitglied der Grundgesetz-Kommission und Justizminister. Für kurze Zeit war er vom 17. Mai bis 4. Juni 1849 Vorsitzender des Ministerrates. Donker Curtius stritt als Jurist, Politiker und Redakteur für Grundrechte wie Pressefreiheit, Abschaffung von Körperstrafen (zum Beispiel: Brandmarkungen) und für Ministerielle Verantwortung gegenüber dem Parlament und dessen direkte Wahl. Wegen Niederlagen bei entsprechenden Gesetzesentwürfen trat er 1848 als Minister und 1849 als Vorsitzender des Ministerrates zurück. Von Februar 1849 bis August 1850 vertrat er den Wahlkreis Almelo in der Zweiten Kammer der Generalstaaten im Niederländischen Parlament. Als er 1853–1856 erneut Justizminister wurde, konnte er seine Gesetzeseingaben doch noch erfolgreich durchbringen.
1856 wurde ihm der Ehrentitel eines Staatsministers verliehen.
Als Redakteur schrieb er für den Arnhemsche Courant und die niederländische Oppositionszeitung De Standaard. Sein Bruder Willem Boudewijn, ebenfalls Abgeordneter in der Zweiten Kammer, brach mit ihm wegen seiner oppositionellen Haltung zum König.